# Divizia A 1938-1939
Sezonul 1938-1939 al Diviziei A a fost cea de-a 27-a ediție a Campionatului de Fotbal al României, și a șaptea desfășurată în sistem divizionar. A început pe 27 august 1938 și s-a terminat pe 18 iunie 1939. Venus București a devenit campioană pentru a șasea oară în istoria sa, egalând-o pe Chinezul Timișoara la numărul de titluri.
Stagiunea complicată anterioară, cu două serii și cu o parte dintre meciuri nedisputate, a forțat FRFA să schimbe iar sistemul competițional, decizându-se revenirea la serie unică, alcătuită din 12 echipe.

## Clasament
| Loc | Echipă                     | Pct. | MJ | V  | E | Î  | GM | GP | DG  | Calificare sau retrogradare         |
| --- | -------------------------- | ---- | -- | -- | - | -- | -- | -- | --- | ----------------------------------- |
| 1.  | Venus București (C)        | 35   | 22 | 14 | 7 | 1  | 51 | 20 | +31 | Cupa Mitropa 1939                   |
| 2.  | Ripensia                   | 26   | 22 | 11 | 4 | 7  | 53 | 39 | +14 |                                     |
| 3.  | AMEFA Arad                 | 25   | 22 | 10 | 5 | 7  | 40 | 35 | +5  |                                     |
| 4.  | UD Reșița                  | 23   | 22 | 9  | 5 | 8  | 30 | 33 | −3  |                                     |
| 5.  | Rapid București            | 21   | 22 | 8  | 5 | 9  | 40 | 33 | +7  |                                     |
| 6.  | Victoria Cluj              | 21   | 22 | 9  | 3 | 10 | 38 | 38 | 0   |                                     |
| 7.  | Phoenix Baia Mare          | 21   | 22 | 8  | 5 | 9  | 25 | 35 | −10 |                                     |
| 8.  | Juventus București         | 20   | 22 | 8  | 4 | 10 | 37 | 37 | 0   |                                     |
| 9.  | Sportul Studențesc         | 19   | 22 | 7  | 5 | 10 | 31 | 36 | −5  |                                     |
| 10. | Chinezul (R)               | 19   | 22 | 6  | 7 | 9  | 48 | 56 | −8  | Retrogradare în Divizia B 1939-1940 |
| 11. | Tricolor-CFPV Ploiești (R) | 17   | 22 | 7  | 3 | 12 | 23 | 38 | −15 | Retrogradare în Divizia B 1939-1940 |
| 12. | Gloria Arad (R)            | 17   | 22 | 5  | 7 | 10 | 27 | 43 | −16 | Retrogradare în Divizia B 1939-1940 |

1. 1 2 3  RAP: 5 pct; VCL: 4 pct; CBM: 3 pct
2. 1 2  SSB 4-1 CHI; CHI 2-1 SSB
3. 1 2  TRI 3-1 GLA; GLA 1-0 TRI

| Câștigătorii Diviziei A, ediția 1938/1939 |
| ----------------------------------------- |
| Venus București Al 6-lea Titlu            |

## Rezultate
| Oaspeți ► Gazde ▼                          | AME | CAR | CHI | GLA | JUV | RAP | RIP | SPO | TRI | UDR | VEN | VCL |
| ------------------------------------------ | --- | --- | --- | --- | --- | --- | --- | --- | --- | --- | --- | --- |
| AMEFA Arad                                 | —   | 3–0 | 5–3 | 1–1 | 3–1 | 4–1 | 1–3 | 1–0 | 2–1 | 4–0 | 2–5 | 0–0 |
| Carpați Baia Mare                          | 0–0 | —   | 0–1 | 1–1 | 2–1 | 2–2 | 3–0 | 1–1 | 1–0 | 4–1 | 0–2 | 1–0 |
| Chinezul Timișoara                         | 3–2 | 1–4 | —   | 2–2 | 5–1 | 3–3 | 3–7 | 2–1 | 6–2 | 0–0 | 2–2 | 0–2 |
| Gloria Arad                                | 2–2 | 0–0 | 1–6 | —   | 1–1 | 0–2 | 2–1 | 4–1 | 1–0 | 1–2 | 0–1 | 1–2 |
| Juventus București                         | 0–1 | 1–2 | 5–3 | 4–0 | —   | 0–4 | 7–2 | 2–1 | 2–0 | 2–2 | 1–3 | 2–2 |
| Rapid București                            | 1–1 | 4–1 | 5–0 | 1–3 | 0–1 | —   | 1–2 | 1–2 | 0–2 | 3–4 | 4–1 | 2–1 |
| Ripensia Timișoara                         | 2–0 | 4–1 | 1–1 | 3–2 | 0–1 | 2–1 | —   | 7–0 | 5–0 | 1–3 | 1–1 | 4–1 |
| Sportul Studențesc București               | 7–1 | 1–2 | 4–1 | 2–1 | 1–0 | 1–1 | 3–0 | —   | 0–0 | 0–0 | 0–1 | 2–4 |
| Tricolor-CFPV Ploiești                     | 0–4 | 4–0 | 2–2 | 3–1 | 1–0 | 0–2 | 2–1 | 0–1 | —   | 2–1 | 2–2 | 2–1 |
| UD Reșița                                  | 1–3 | 2–0 | 2–0 | 1–1 | 2–1 | 0–1 | 2–2 | 2–0 | 3–0 | —   | 0–4 | 2–1 |
| Venus București                            | 2–0 | 1–0 | 3–2 | 6–0 | 1–1 | 0–0 | 1–1 | 2–2 | 2–0 | 2–0 | —   | 3–1 |
| Victoria Cluj                              | 2–0 | 5–0 | 2–2 | 1–2 | 1–3 | 3–1 | 3–4 | 3–1 | 1–0 | 1–0 | 1–6 | —   |
| Câștigă gazdele; Remiză; Câștigă oaspeții. |     |     |     |     |     |     |     |     |     |     |     |     |